# Glossématique
La glossématique (du grec glôssa, « langue ») est une théorie de linguistique structurale élaborée par Louis Hjelmslev à partir des pensées de Ferdinand de Saussure (fondateur du structuralisme).
La théorie glossématique constitue une description formelle des langues, un approfondissement et une tentative de formalisation très rigoureuse de structures linguistiques de la plupart des concepts de Saussure. Elle est d'ailleurs présentée comme le prolongement et la systématisation des thèses saussuriennes, principalement à partir de l'idée que la langue est une forme et non pas une substance.
La dichotomie entre fond et forme est ici dépassée, puisque Louis Hjelmslev opère une double distinction entre forme et substance et entre contenu et expression. Ces distinctions sont formalisées en quatre strata (grandeurs) :
- Substance du contenu (le référent extra-linguistique sémiotiquement formé) ;
- Substance de l'expression (le découpage de la langue en unités minimales) ;
- Forme de l'expression (la structuration de ces unités minimales) ;
- Forme du contenu (la structuration par la langue de la substance du contenu).

Cette théorie, fondée et enseignée dans une école linguistique structurale nommée « cercle de Copenhague », aura une grande influence dans les domaines de la sémantique et de la sémiologie.
La théorie glossématique se base sur le concept de glossème :
- Terme d’une unité linguistique minimale du langage (qui peut être appliqué à n’importe quelle analyse de n’importe quel langage).